# Venustiano Carranza, Venustiano Carranza (Chiapas)
Venustiano Carranza är en ort i Mexiko.   Den ligger i kommunen Venustiano Carranza och delstaten Chiapas, i den sydöstra delen av landet, 800 km öster om huvudstaden Mexico City. Venustiano Carranza ligger 750 meter över havet och antalet invånare är 15 074.
Terrängen runt Venustiano Carranza är varierad. Runt Venustiano Carranza är det ganska glesbefolkat, med 50 invånare per kvadratkilometer. Venustiano Carranza är det största samhället i trakten. I omgivningarna runt Venustiano Carranza växer huvudsakligen savannskog.